# Werner Lürmann
Werner Lürmann (* 18. August 1897 in Iserlohn; † 30. November 1958 ebenda) war ein deutscher Dichter.

## Leben
Der Sohn des Fabrikanten Julius Carl Lürmann erwarb 1915 am Realgymnasium in Iserlohn sein Abitur und war später Kaufmann in Hamburg. Werner Lürmann schrieb romantische Gedichte und war Mitglied der literarischen Vereinigung Die Kogge.

## Werke
- Erdenlose Sehnsucht. Gedichte. Selbstverlag, Kassel, um 1922.
- Das hirtenhafte Lied. Gedichte. Volger, Leipzig, 1922.
- Vor der nur angelehnten Pforte. Gedichte. Romantik-Verlag, Berlin, 1923.
- Der unendliche Abschied. Gedichte. Xenien-Verlag, Leipzig, 1928. 16S.
- Wanderschaft. Gedichte. 1930.